# 橋本警察署
橋本警察署（はしもとけいさつしょ）は、和歌山県警察が管轄する警察署の一つ。
識別章所属表示はWH。

## 所在地
- 和歌山県橋本市市脇4丁目2-2

## 管轄区域
- 橋本市（旧：高野口町を除く）
- 伊都郡九度山町、高野町

## 沿革
- 2005年（平成17年）10月1日 - 花園村がかつらぎ町に編入され、旧・花園村の区域が妙寺警察署の管轄に移管されたため、管轄区域市町村数が1市2町1村から、1市2町になった。
- 2006年（平成18年）3月1日 - 橋本市と高野口町が合併し、新・橋本市となったが、旧・高野口町の区域はかつらぎ警察署の管轄のままである。

## 組織
- 警務課
- 会計課
- 生活安全刑事課
- 地域課
- 交通課
- 警備課

## 幹部交番

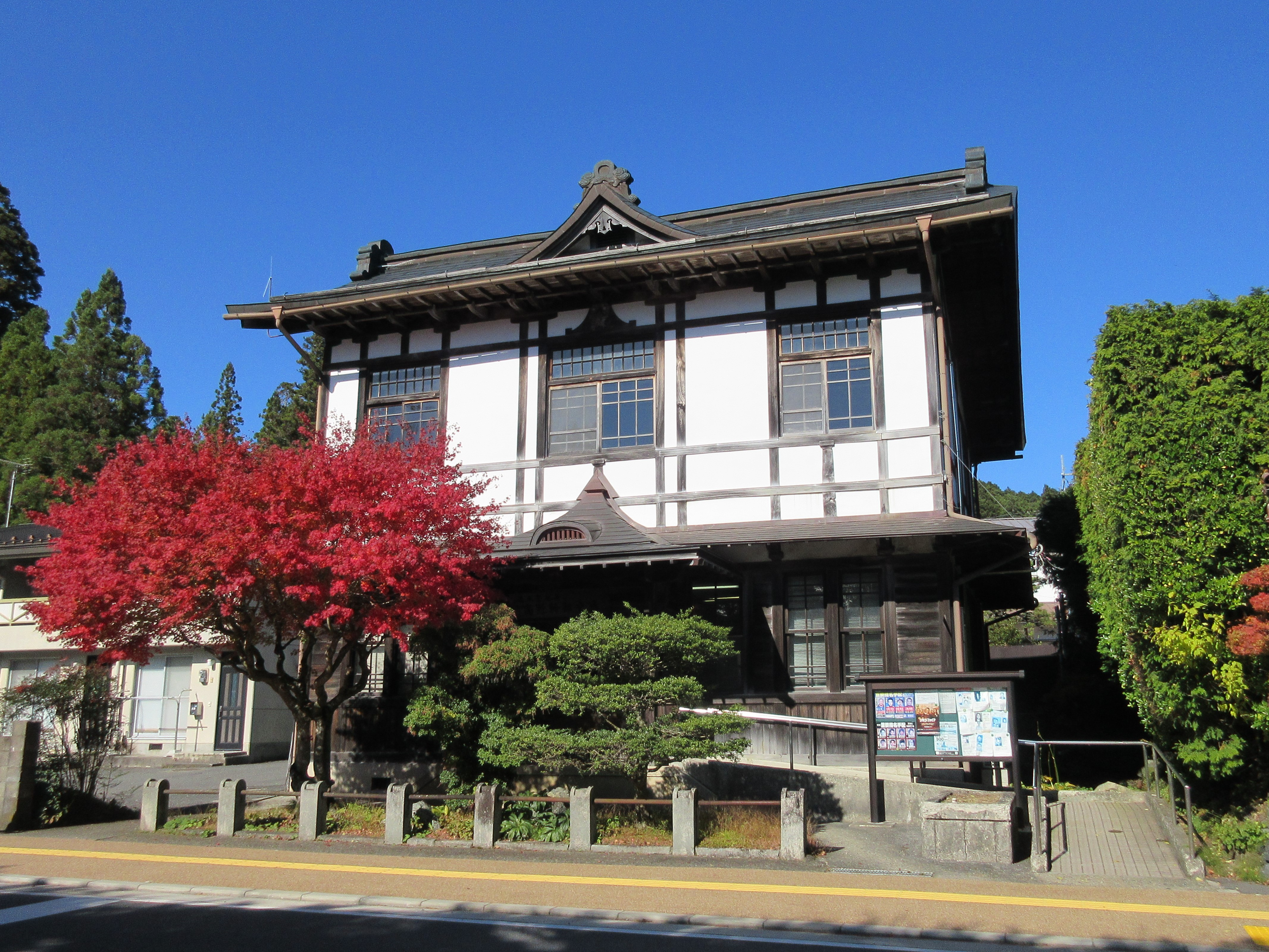
橋本警察署高野幹部交番

（ ）の中は所在地

### 高野町
- 高野幹部交番（伊都郡高野町高野山638） - 1921年 (大正10年) 建築、木造2階建、切妻造、銅板葺、建築面積110m2。正面中央に千鳥破風を配置し、外部は真壁造、１階を板張、２階を漆喰塗。設計担当は県建築技師の松田茂樹。舟肘木・間斗束・蟇股や妻の豕扠首など社寺建築の意匠を採用している。2005年11月10日、国の登録有形文化財となった。

## 交番
（ ）の中は所在地

### 橋本市
- 橋本駅前交番（橋本市古佐田1丁目90-3）
- 林間田園交番（橋本市三石台1丁目3-14）

## 警察官駐在所
（ ）の中は所在地

### 橋本市
- 中島警察官駐在所（橋本市隅田町中島112-1）
- 山田警察官駐在所（橋本市柏原433-1）
- 学文路警察官駐在所（橋本市学文路414ｰ2）

### 九度山町
- 九度山警察官駐在所（九度山町九度山1519-1）

### 高野町
- 富貴警察官駐在所（伊都郡高野町東富貴429）

## 検問所、警察官連絡所
（ ）の中は所在地
- 岸上検問所（橋本市野）
- 赤塚警察官連絡所（橋本市赤塚）
- 御幸辻警察官連絡所（橋本市御幸辻）